# Out of Time (filme)
Out of Time (br: Por um triz / pt: Out of Time - Tempo Limite) é um filme estadunidense de 2003, do gênero policial, dirigido por Carl Franklin.

## Sinopse
Matthias Whitlock é o chefe de polícia de uma pequena localidade chamada Banyan Key, na Flórida.
Ele está se divorciando de Alex, de quem está separado há 8 meses. Ela foi promovida a detetive da divisão de homicídios, o que fazia com que Mathias se sentisse inferiorizado profissionalmente.
Mathias tem um caso com uma mulher casada, Ann Merai, cujo marido é o violento Chris. Mathias fica sabendo que Ann Merai está com câncer terminal, e a única esperança é um tratamento caríssimo na Europa. Ann Merai resolve colocar Mathias como seu beneficiário de uma apólice de seguro de vida de 1 milhão de dólares. Então, Mathias decide ajudar a moça, entregando a ela 480 mil dólares do cofre da polícia, dinheiro que havia sido apreendido em um caso anterior.
Mas depois que a moça pegou o dinheiro, ela sumiu. Mais tarde parece ter sido vítima de um incêndio criminoso. Alex começa a investigar o caso, e Mathias percebe que todas as provas estão contra ele. E ao descobrir que o câncer da mulher era mentira, Mathias tem certeza de que foi vítima de uma armação. E agora deve encontrar os verdadeiros criminosos, antes de ser preso.

## Elenco principal
| Ator              | Personagem            |
| ----------------- | --------------------- |
| Denzel Washington | Matthias Lee Whitlock |
| Eva Mendes        | Alex Diaz-Whitlock    |
| Sanaa Lathan      | Ann Merai Harrison    |
| John Billingsley  | Chae                  |
| Dean Cain         | Chris Harrison        |
| Robert Baker      | Tony Dalton           |
| Alex Carter       | Paul Cabot            |
| Terry Loughlin    | Agente Stark          |

## Prêmios e indicações

### 2004Black Reel Awards
- Venceu - Melhor filme
- Indicado - Melhor ator — Denzel Washington
- Venceu - Melhor Atriz — Sanaa Lathan
- Indicado - Melhor diretor — Carl Franklin

### 2004NAACP Image Award
- Indicado - Ator — Denzel Washington
- Indicado - Atriz - Sanaa Lathan